# Kastanopsis
Kastanopsis (lat. Castanopsis), biljni rod iz porodice bukovki iz tropske i suptropske Azije. Priznate su 143 vrste.

## Vrste
1. Castanopsis acuminatissima (Blume) A.DC.
2. Castanopsis amabilis W.C.Cheng & C.S.Chao
3. Castanopsis annamensis Hickel & A.Camus
4. Castanopsis argentea (Blume) A.DC.
5. Castanopsis argyrophylla King ex Hook.f.
6. Castanopsis arietina Hickel & A.Camus
7. Castanopsis armata (Roxb.) Spach
8. Castanopsis birmanica A.Camus
9. Castanopsis boisii Hickel & A.Camus
10. Castanopsis borneensis King
11. Castanopsis brevispinula Hickel & A.Camus
12. Castanopsis buruana Miq.
13. Castanopsis calathiformis (Skan) Rehder & E.H.Wilson
14. Castanopsis cambodiana A.Chev.
15. Castanopsis carlesii (Hemsl.) Hayata
16. Castanopsis castanicarpa (Roxb.) Spach
17. Castanopsis catappifolia King ex Hook.f.
18. Castanopsis ceratacantha Rehder & E.H.Wilson
19. Castanopsis cerebrina (Hickel & A.Camus) Barnett
20. Castanopsis chapaensis Luong
21. Castanopsis chevalieri Hickel & A.Camus
22. Castanopsis chinensis (Spreng.) Hance
23. Castanopsis choboensis Hickel & A.Camus
24. Castanopsis chunii W.C.Cheng
25. Castanopsis clarkei King ex Hook.f.
26. Castanopsis clemensii Soepadmo
27. Castanopsis concinna (Champ. ex Benth.) A.DC.
28. Castanopsis costata (Blume) A.DC.
29. Castanopsis crassifolia Hickel & A.Camus
30. Castanopsis cryptoneuron (H.Lév.) A.Camus
31. Castanopsis curtisii King
32. Castanopsis cuspidata (Thunb.) Schottky
33. Castanopsis delavayi Franch.
34. Castanopsis densinervia Soepadmo
35. Castanopsis densispinosa Y.C.Hsu & H.Wei Jen
36. Castanopsis diversifolia (Kurz) King ex Hook.f.
37. Castanopsis dongchoensis Hickel & A.Camus
38. Castanopsis dongnaiensis Son & Ngoc
39. Castanopsis echinocarpa Miq.
40. Castanopsis echinophora A.Camus
41. Castanopsis endertii Hatus. ex Soepadmo
42. Castanopsis evansii Elmer
43. Castanopsis eyrei (Champ. ex Benth.) Hutch.
44. Castanopsis faberi Hance
45. Castanopsis fargesii Franch.
46. Castanopsis ferox (Roxb.) Spach
47. Castanopsis fissa (Champ. ex Benth.) Rehder & E.H.Wilson
48. Castanopsis fleuryi Hickel & A.Camus
49. Castanopsis fordii Hance
50. Castanopsis formosana (Skan) Hayata
51. Castanopsis foxworthyi Schottky
52. Castanopsis fulva Gamble
53. Castanopsis gamblei Hickel & A.Camus
54. Castanopsis glabra Merr.
55. Castanopsis glabrifolia J.Q.Li & Li Chen
56. Castanopsis grandicicatricata N.H.Xia & D.H.Vuong
57. Castanopsis griffithii A.Camus
58. Castanopsis guinieri A.Camus
59. Castanopsis hainanensis Merr.
60. Castanopsis harmandii Hickel & A.Camus
61. Castanopsis hsiensiui J.Q.Li & Li Chen
62. Castanopsis hupehensis C.S.Chao
63. Castanopsis hypophoenicea (Seemen) Soepadmo
64. Castanopsis indica (Roxb. ex Lindl.) A.DC.
65. Castanopsis inermis (Lindl.) Benth. & Hook.f.
66. Castanopsis javanica (Blume) A.DC.
67. Castanopsis jianfenglingensis Duanmu
68. Castanopsis jinpingensis J.Q.Li & Li Chen
69. Castanopsis johorensis Soepadmo
70. Castanopsis jucunda Hance
71. Castanopsis kawakamii Hayata
72. Castanopsis kweichowensis Hu
73. Castanopsis lamontii Hance
74. Castanopsis lanceifolia (Oerst.) Hickel & A.Camus
75. Castanopsis lecomtei Hickel & A.Camus
76. Castanopsis longipes A.Camus
77. Castanopsis longipetiolata Hickel & A.Camus
78. Castanopsis longispina (King ex Hook.f.) C.C.Huang & Y.T.Zhang
79. Castanopsis lucida (Nees) Soepadmo
80. Castanopsis malaccensis Gamble
81. Castanopsis malipoensis C.C.Huang ex J.Q.Li & Li Chen
82. Castanopsis megacarpa Gamble
83. Castanopsis mekongensis A.Camus
84. Castanopsis microphylla Soepadmo
85. Castanopsis motleyana King
86. Castanopsis multiporcata N.H.Xia & D.H.Vuong
87. Castanopsis namdinhensis Hickel & A.Camus
88. Castanopsis neocavaleriei A.Camus
89. Castanopsis nephelioides King ex Hook.f.
90. Castanopsis nhatrangensis Hickel & A.Camus
91. Castanopsis ninhhoensis Hickel & A.Camus
92. Castanopsis oblonga Y.C.Hsu & H.Wei Jen
93. Castanopsis oleifera G.A.Fu
94. Castanopsis oligoneura Soepadmo
95. Castanopsis orthacantha Franch.
96. Castanopsis ouonbiensis Hickel & A.Camus
97. Castanopsis oviformis Soepadmo
98. Castanopsis pathakii Shankh.Mitra, Ranjan & D.Maity
99. Castanopsis paucispina Soepadmo
100. Castanopsis pedunculata Soepadmo
101. Castanopsis philipensis (Blanco) Vidal
102. Castanopsis phuthoensis Luong
103. Castanopsis pierrei Hance
104. Castanopsis piriformis Hickel & A.Camus
105. Castanopsis platyacantha Rehder & E.H.Wilson
106. Castanopsis poilanei Hickel & A.Camus
107. Castanopsis pseudohystrix Phengklai
108. Castanopsis psilophylla Soepadmo
109. Castanopsis purpurea Barnett
110. Castanopsis purpurella (Miq.) N.P.Balakr.
111. Castanopsis qiongbeiensis G.A.Fu
112. Castanopsis remotidenticulata Hu
113. Castanopsis rhamnifolia (Miq.) A.DC.
114. Castanopsis ridleyi Gamble
115. Castanopsis rockii A.Camus
116. Castanopsis rufotomentosa Hu
117. Castanopsis schefferiana Hance
118. Castanopsis sclerophylla (Lindl. & Paxton) Schottky
119. Castanopsis scortechinii Gamble
120. Castanopsis selangorensis A.Camus
121. Castanopsis semifabri X.M.Chen & B.P.Yu
122. Castanopsis siamensis Duanmu
123. Castanopsis sieboldii (Makino) Hatus.
124. Castanopsis symmetricupulata Luong
125. Castanopsis tcheponensis Hickel & A.Camus
126. Castanopsis tessellata Hickel & A.Camus
127. Castanopsis thaiensis Phengklai
128. Castanopsis tibetana Hance
129. Castanopsis tonkinensis Seemen
130. Castanopsis torulosa Hickel & A.Camus
131. Castanopsis touranensis Hickel & A.Camus
132. Castanopsis tranninhensis Hickel & A.Camus
133. Castanopsis tribuloides (Sm.) A.DC.
134. Castanopsis trichocarpa G.A.Fu
135. Castanopsis trinervis (H.Lév.) A.Camus
136. Castanopsis tungurrut (Blume) A.DC.
137. Castanopsis undulatifolia G.A.Fu
138. Castanopsis wallichii King ex Hook.f.
139. Castanopsis wattii (King ex Hook.f.) A.Camus
140. Castanopsis wenchangensis G.A.Fu & C.C.Huang
141. Castanopsis wilsonii Hickel & A.Camus
142. Castanopsis wuzhishanensis G.A.Fu
143. Castanopsis xichouensis C.C.Huang & Y.T.Chang

## Sinonimi
- Balanoplis Raf.
- Callaeocarpus Miq.
- Chlamydobalanus (Endl.) Koidz.
- Pasaniopsis Kudô
- Shiia Makino